# Krzysztof Michałek
Krzysztof Leonard Michałek (ur. 31 sierpnia 1955 w Warszawie, zm. 23 listopada 2009 w Kręgach Nowych) – polski amerykanista, pracownik Instytutu Historycznego Uniwersytetu Warszawskiego, profesor nauk humanistycznych, wykładowca Akademii Humanistycznej w Pułtusku. Historyk dziejów najnowszych, znawca historii Stanów Zjednoczonych, komentator wydarzeń, autor licznych publikacji.

## Życiorys
W 1978 ukończył studia historyczne w Instytucie Historycznym Uniwersytetu Warszawskiego, następnie podjął pracę na macierzystej uczelni. Pracę doktorską napisaną pod kierunkiem Andrzeja Bartnickiego obronił w 1983. Stopień doktora habilitowanego otrzymał w 1993 na podstawie pracy Poza granice kontynentu. Teoria pogranicza Fredericka J. Turnera a idea ekspansji dalekowschodniej w amerykańskiej polityce zagranicznej, 1893–1922. Tytuł profesora nauk humanistycznych uzyskał 22 listopada 1999.
Od 1987 był kierownikiem Pracowni Naukowo-Badawczej Ośrodka Studiów Amerykańskich UW w latach 1992–1994 wicedyrektorem Ośrodka Studiów Polskich Indiana University, w latach 1995–1999 dyrektorem Ośrodka Studiów Amerykańskich UW.
Zginął 23 listopada 2009 ok. 16:30 w wypadku samochodowym w miejscowości Kręgi Nowe koło Wyszkowa.
26 listopada 2009 odznaczony pośmiertnie Krzyżem Oficerskim Orderu odrodzenia Polski.
Uroczystości pogrzebowe Krzysztofa Michałka odbyły się 30 listopada 2009.

## Wybrane publikacje
- Dyplomaci i okręty. Z dziejów polityki zagranicznej Skonfederowanych Stanów Ameryki 1861–1865, PWN, 1987
- Poza granice kontynentu. Teoria pogranicza Fredericka Jacksona Turnera a idea ekspansji dalekowschodniej w amerykańskiej polityce zagranicznej 1893–1922, Wydawnictwa UW, 1992
- Encyklopedia historii Stanów Zjednoczonych Ameryki /współautor/, EGROSS/MOREX, 1992
- Na drodze ku potędze. Historia Stanów Zjednoczonych Ameryki 1861–1945, Książka i Wiedza, 1991, ISBN 83-05-12568-8
- Mocarstwo. Historia Stanów Zjednoczonych Ameryki 1945–1992, Książka i Wiedza, 1995, ISBN 83-05-12751-6
- Historia Stanów Zjednoczonych Ameryki, tom 5 (redakcja naukowa), PWN, 1995
- Pod banderami Unii i Konfederacji. Wojna secesyjna 1861–1865 na morzach i rzekach, Wydawnictwa UW, 1996
- Amerykańskie stulecie. Historia Stanów Zjednoczonych Ameryki 1900–2001, MADA, 2004
- Konstytucja oraz inne podstawowe dokumenty i symbole amerykańskiej kultury patriotycznej /redakcja naukowa/, MADA, 2005